# Álvaro Silva (Fußballspieler)
Álvaro Peralta Silva Linares (* 30. März 1984 in Andújar, Spanien) ist ein philippinischer ehemaliger Fußballspieler.

## Karriere

### Verein
Das Fußballspielen lernte Álvaro Silva in Spanien bei Marbella FC, Vázquez Cultural und beim FC Málaga. Seinen ersten Vertrag unterschrieb er 2003 bei Atlético Malagueño. Das Team ist die zweite Mannschaft des damals in der Primera División spielenden FC Málaga. Hier absolvierte er 58 Spiele. 2003 wechselte er zum Drittligisten Marbella FC, einem Verein, der in der Segunda División spielte und in Marbella beheimatet ist. Nach 34 Spielen ging er 2006 zurück nach Málaga, wo er 46 Mal für den FC Málaga spielte. Eine Saison (2008–2009) wurde er an Deportivo Xerez ausgeliehen. Von 2009 bis 2011 spielte er in der zweiten Liga bei FC Cádiz in Cádiz. Zu Deportivo Xerez ging er 2011 zurück, wobei er 2012 an Petrolul Ploiești, einem Verein, der in Rumänien in der Stadt Ploiești beheimatet ist, ausgeliehen wurde. 2013 wechselte er nach Aserbaidschan und schloss sich FK Khazar Lenkoran an. Der Verein spielte in der ersten Liga des Landes, der Premyer Liqası und ist in Länkäran ansässig. Für den Verein stand er 41 Mal auf dem Spielfeld. 2014 ging er nach Kuwait zu al Qadsia Kuwait. In die K League 2, der südkoreanischen 2. Liga, verschlug es ihn 2015, wo er bei Daejeon Citizen einen Vertrag unterschrieb. Bis 2016 spielte er 22 Mal für den Club. 2017 unterzeichnete er einen Vertrag bei Hà Nội T&T in Vietnam. Nach einem Jahr wechselte er nach Malaysia, wo er 13 Mal für Kedah FA spielte. Zu Ceres-Negros FC auf die Philippinen zog es ihn 2019. Hier kam er nicht zum Einsatz. Zur Rückserie 2019 unterschrieb er in Suphanburi einen Vertrag beim thailändischen Erstligisten Suphanburi FC. Nach 13 Spielen in der ersten Liga wechselte er 2020 zum Erstligaaufsteiger BG Pathum United FC nach Pathum Thani. Nach einer überragenden Saison 2020/21 wurde BG am 24. Spieltag mit 19 Punkten Vorsprung thailändischer Fußballmeister. Hier kam er jedoch zu keinem Einsatz und nach der Saison wurde sein Vertrag nicht mehr verlängert. Anschließend wechselte im August 2022 weiter nach Spanien zum Viertligisten Antequera CF. Nach drei Ligaspielen beendete er Ende Juni 2022 seine Karriere als Fußballspieler.

### Nationalmannschaft
Am 31. Oktober 2014 gab Álvaro Silva sein Debüt für die philippinischen A-Nationalmannschaft in einem Freundschaftsspiel gegen Nepal (3:0). Bis 2019 absolvierte er insgesamt 19 Länderspiele, ein Tor gelang ihm dabei nicht.

## Erfolge
Deportivo Xerez
- Segunda División: 2008/09

FK Khazar Lenkoran
- Azerbaijan Supercup: 2013

al Qadsia Kuwait
- Kuwait Super Cup: 2014
- AFC Cup: 2014